# 松尾正武
松尾 正武（まつお まさたけ、1935年8月15日 -没年不詳 ）は日本の映画監督、東映俳優養成所講師。大阪府大阪市北区出身。兵庫県へ転居するが第二次世界大戦の影響で京都府に移住する。

## 経歴
1954年に京都府立桃山高等学校を卒業し同志社大学商学部に入学。1960年に卒業と同時に東映京都撮影所の助監督として入社。厳密に言えば第二東映（のちにニュー東映）の契約助監督。1964年2月1日に東映京都テレビプロダクションの設立に参加。同年2月16日に結婚。媒酌人は長谷川安人監督。1967年にテレビディレクターに昇進。
日本映画監督協会公式サイトの物故会員欄に名前が記載されており、現在は故人である。
◎助監督時代
　▲劇場映画（抜粋）
　井沢雅彦「お奉行様と娘たち」1961年
　秋元清晴（秋元隆夫の別名義）「逆襲天の橋立」1961年
　小沢茂弘「赤い影法師」1961年
　内出好吉「てなもんや三度笠」1963年　（チーフ助監督　林伸憲）
　佐々木康「浪人街の顔役」1963年　　
　松田定次「血と砂の決斗」1963年
　マキノ雅弘「八州遊侠伝・男の盃」1963年
　長谷川安人「十七人の忍者」1963年
　加藤泰「風の武士」1964年　註：B班助監督、B班監督は大西秀明

　▲テレビ映画（東映京都テレビプロダクション制作）
　　タイトルに監督名のないものは、すべて河野寿一監督作品の助監督　
　「忍びの者」第一部　1964年
　「つむじ風三万両」　1964～1965年
　「新選組血風録」1965～1966年
　「われら九人の戦鬼」1966年
　「銭形平次」第13回　田坂勝彦　1966年
　「銭形平次」第17回　田坂勝彦　1966年
　「俺は用心棒」1967年
　「剣」第29回　山内鉄也　1967年
　「次郎長三国志」1968年　註：撮影は1967年、途中第10話で監督昇進。
代表作品
| 期間           | 期間           | 番組名              | 制作（放送局）                                      | サブタイトル |
| -------------- | -------------- | ------------------- | --------------------------------------------------- | --- |
| 1972年6月12日  | 1973年1月15日  | 大岡越前 第3部      | C.A.L 東映 TBS                                      | 第12話 「誘拐」 第13話 「恐怖の連判状」 第15話 「天狗の眠り」 第19話 「私は泣かない」 第25話 「義賊かまいたち」 |
| 1973年1月22日  | 1973年9月17日  | 水戸黄門 第4部      | C.A.L 東映 TBS                                      | 第8話 「忍び狩り -米沢- 」 第9話 「ごますり剣法免許皆伝-山形- 」 |
| 1974年10月7日  | 1975年3月24日  | 大岡越前 第4部      | C.A.L 東映 TBS                                      | 第15話 「ともだち」 第18話 「似顔絵の女」 |
| 1975年3月31日  | 1975年11月3日  | 水戸黄門 第6部      | C.A.L 東映 TBS                                      | 第10話 「兄妹拳法絶海の対決 -隠岐- 」 第17話 「若君替玉作戦 -松山- 」 |
| 1975年11月10日 | 1976年5月17日  | 江戸を斬るII        | C.A.L 東映 TBS                                      | 第3話 「颯爽遠山一番手柄」 第4話 「人質を奪回せよ！」 第6話 「濡れ鼠河内山宗春」 第7話 「じゃじゃ馬姫の恋」 第13話 「鱈に当たって死んだ奴」 第25話 「狙われた遠山桜」 |
| 1976年5月24日  | 1977年1月10日  | 水戸黄門 第7部      | C.A.L 東映 TBS                                      | 第5話 「何の因果で若旦那 -花巻- 」 第24話 「仇討ち角兵衛獅子 -長岡- 」 |
| 1978年2月6日   | 1978年7月31日  | 大岡越前 第5部      | C.A.L 東映 TBS                                      | 第8話 「手鎖り御用旅」 第17話 「帰って来た木鼠小僧」 |
| 1979年2月12日  | 1979年8月6日   | 江戸を斬るIV        | C.A.L 三船プロダクション TBS                        | 第11話 「娘軽業師危機一髪」 第14話 「おゆきお京麻薬地獄へ」 第16話 「目が見えたよ!兄さん」 第17話 「瑠璃玉の復讐」 第20話 「地獄に落ちた悪い奴」 第22話 「渡る世間に鬼はなし」 |
| 1982年3月8日   | 1982年10月11日 | 大岡越前 第6部      | C.A.L 東映 TBS                                      | 第5話 「義賊業平小僧」 第11話 「江戸っ子駕籠」 |
| 1983年4月18日  | 1983年10月24日 | 大岡越前 第7部      | C.A.L 東映 TBS                                      | 第8話 「美女に迫る魔の牙」 第11話 「裏切りの悲恋十手」 第18話 「女が墜ちた焦熱地獄」 第19話 「仇討ち夫婦駕籠」 |
| 1983年10月18日 | 1986年12月23日 | 長七郎江戸日記      | ユニオン映画 六本木オフィス 東映太秦映像 日本テレビ | 第17話 「はぐれ千鳥」 第18話 「友情雪の舞」 第32話 「とらわれた長七郎」 第34話 「佐渡に輝く星一つ」 第44話 「くの一有情」 第51話 「黄金の夢」 第65話 「たった一度のあやまち」 第66話 「からくり人形使い」 第75話 「鬼が住む屋敷」 第79話 「心はひとつ義兄弟」 第82話 「初姿春駒おどり」 第85話 「標的になった男」 第98話 「辰三郎、女難で候」 第100話 「牛さんの縁談」 第108話 「裏町恨み唄」 第112話 「お嬢様、どこに?」 第118話 「長七郎最後の対決」 |
| 1987年1月26日  | 1987年8月17日  | 江戸を斬るVII       | C.A.L 東映 TBS                                      | 第27話 「復讐!姉弟蛇皮線」 第28話 「過去を秘めた女」 |
| 1988年1月5日   | 1989年9月26日  | 長七郎江戸日記      | ユニオン映画 六本木オフィス 東映太秦映像 日本テレビ | 第1話 「散るが命か、寒椿」 第3話 「帰って来た逃亡者」 第10話 「母ひとり旅」 第11話 「命を売る男」 第26話 「蛍火」 第29話 「辰の赤ん坊」 第33話 「長い銀の箸」 第34話 「一の糸」 第38話 「天女が舞った夜」 第40話 「不幸を呼ぶ女」 |
| 1988年2月29日  | 1988年9月5日   | 大岡越前 第10部     | C.A.L 東映 TBS                                      | 第6話 「弱者に誓う大岡裁き」 第9話 「見破った偽の証拠」 第16話 「名乗り出た三人の下手人」 第18話 「志保が試した麻酔薬」 |
| 1988年5月25日  | 1988年11月30日 | 名奉行 遠山の金さん | テレビ朝日 東映京都撮影所 松プロダクション          | 第10話 「誤審?殺人犯の妹」 第13話 「遠山奉行の涙!裁かれた聖母像 |
| 1989年9月25日  | 1990年4月16日  | 水戸黄門 第19部     | C.A.L 東映太秦映像 TBS                              | 第14話 「恩讐越えた一刀彫 -米沢- 」 第17話 「輪島塗りに潜む罠 -輪島- 」 |
| 1989年10月10日 | 1990年10月2日  | 八百八町夢日記      | ユニオン映画 六本木オフィス 東映太秦映像 日本テレビ | |
| 1990年4月23日  | 1990年10月15日 | 大岡越前 第11部     | C.A.L 東映太秦映像 TBS                              | 第19話 「目撃者は名乗れぬ女」 第22話 「贋金を掏った女」 |
| 1990年7月5日   | 1991年3月28日  | 名奉行 遠山の金さん | テレビ朝日 東映京都撮影所 松プロダクション          | 第2話 「怪盗の顔を見た!」 第6話 「謎の千両!二つの顔の真犯人」 第11話 「密入国のジャパユキさん」 第12話 「サギ師金さんの弟現わる!」 第18話 「奉行に悪女の罠!」 第20話 「女房に誓った鬼十手」 |
| 1990年10月16日 | 1991年9月24日  | 長七郎江戸日記      | ユニオン映画 剣企画 東映太秦映像 日本テレビ         | 第4話 「ひとつぶの銀」 第22話 「野菊と芋侍」 |
| 1990年10月22日 | 1991年10月7日  | 水戸黄門 第20部     | C.A.L 東映太秦映像 TBS                              | 第12話 「悪を糺す阿波踊り -徳島- 」 第14話 「湯煙り義侠の助太刀 -松山- 」 |
| 1991年11月7日  | 1992年7月2日   | 名奉行 遠山の金さん | テレビ朝日 東映京都撮影所 松プロダクション          | 第7話 「狙われた生き証人」 第10話 「美しい女医と記憶喪失の男」 |
| 1993年3月4日   | 1993年12月16日 | 名奉行 遠山の金さん | テレビ朝日 東映京都撮影所 松プロダクション          | 第17話 「花の吉原 二つの顔をもつ女」 第21話 「裏切った悪女!」 第25話 「罠にはまった盗賊夫婦」 第29話 「満月の夜に人妻が襲われる!」 |
| 1994年6月9日   | 1995年1月19日  | 名奉行 遠山の金さん | テレビ朝日 東映京都撮影所 松プロダクション          | 第7話 「夫に怯える美人妻」 第17話 「催眠殺人の姉弟」 |
| 1995年9月7日   | 1996年3月21日  | 名奉行 遠山の金さん | テレビ朝日 東映京都撮影所 松プロダクション          | 第7話 「投げ縄殺人!忍びをあやつる男」 第8話 「献残屋の秘密 一度死んだ女」 第3話 「貞女の鑑?謎の殺しの裏の裏」 第20話 「名探偵?金さん岡っ引きになる」 |

## 受賞歴
- 1970年 - 京都市民映画祭特別賞